# Kolotumba
El término "kolotoumba" o "kolotumba" (griego : κωλοτούμπα, que significa salto mortal) ha sido ampliamente utilizado por los medios de comunicación y los políticos en Grecia para indicar la inconsistencia política y la reversión completa de un partido o figura política de sus posiciones o puntos de vista políticos originales.
Este término griego se internacionalizó sobre todo después del verano de 2015 -con motivo de la transformación política total de Alexis Tsipras y su acuerdo con la "Troika"- y fue ampliamente utilizado por los medios internacionales para describir este fenómeno, y después otros fenómenos similares.

## Historia
Políticamente, el término fue utilizado por los políticos en Grecia, pero muy raramente. Comenzó a mencionarse con mucha frecuencia en varios medios de comunicación griegos después de 2015 para caracterizar el cambio político total del entonces primer ministro Alexis Tsipras después del voto "no" en el referéndum que convocó y su acuerdo con la "Troika" en julio de 2015.   Sin embargo, desde entonces se ha utilizado ampliamente para referirse a cualquier político que cambie radicalmente sus puntos de vista.
El término más educado κυβίστηση (kivístisi), que también significa salto mortal, también se usó metafóricamente para describir a un político que se retiraba de sus opiniones o posiciones originales y un cambio total en relación con lo que inicialmente apoyaba.   

## Internacionalización
Según una fuente, «la palabra (kolotumba) ha dominado y caracterizado la escena política griega y a la mayoría de los partidos y sus representantes, y, para quienes no la sepan, se ha adoptado informalmente en Bruselas. Se pronuncia con un ligero acento extranjero en los pasillos de la Comisión cuando se quiere describir cómo alguien ha hecho un cambio radical respecto a lo que antes apoyaba».
El término apareció en enero de 2015, apenas unos días después de la formación del Gobierno de Alexis Tsipras, en el periódico alemán Die Zeit. En abril del mismo año, fue utilizado en un artículo del periódico británico Financial Times. En julio de 2015 apareció en la portada del periódico belga De Standaard. Le siguieron varios medios de comunicación internacionales.
En 2017, El País, explicando que "Kolotumba es un concepto político griego", utilizó el término para referirse a un acontecimiento político en España. En concreto, el artículo se refería a la "kolotumba" catalana, según el diario, es decir, a la revocación de la declaración de independencia de Cataluña por parte del Parlamento regional catalán en el plazo de una semana. Ese mismo año, el término fue utilizado nuevamente por el Financial Times, esta vez para criticar a la entonces primera ministra británica Theresa May por su postura política respecto al Brexit.
En 2019 el término fue utilizado por el periódico portugués Público.